# 阿兰杜尔
阿兰杜尔（Alandur），是印度泰米尔纳德邦甘吉布勒姆的一个城镇。总人口146154（2001年）人。

## 人口
该地2001年总人口146154人，其中男性74784人，女性71370人；0—6岁人口13986人，其中男7214人，女6772人；识字率84.41%，其中男性为87.57%，女性为81.10%。